# Amblyscelis
Amblyscelis é um género de coleópteros da família Erotylidae.